# Дивергенція (економіка)
Дивергенція (англ. Divergence — розбіжність) — вид динаміки стану ринку, коли аналіз показників ринку вказує на різні тенденції. Дивергенція в економіці, являє собою, збільшення якісного різноманіття організаційно-правових форм і схем управління на мікрорівнях і макрорівнях, ускладнення існуючих і поява нових систем відносин. Використовується для позначення руху по розбіжним лініям: збільшення розриву між рівнями розвитку окремих країн, посилення відмінностей між національними моделями економіки, їх окремими структурами і механізмами.

## Загальна інформація

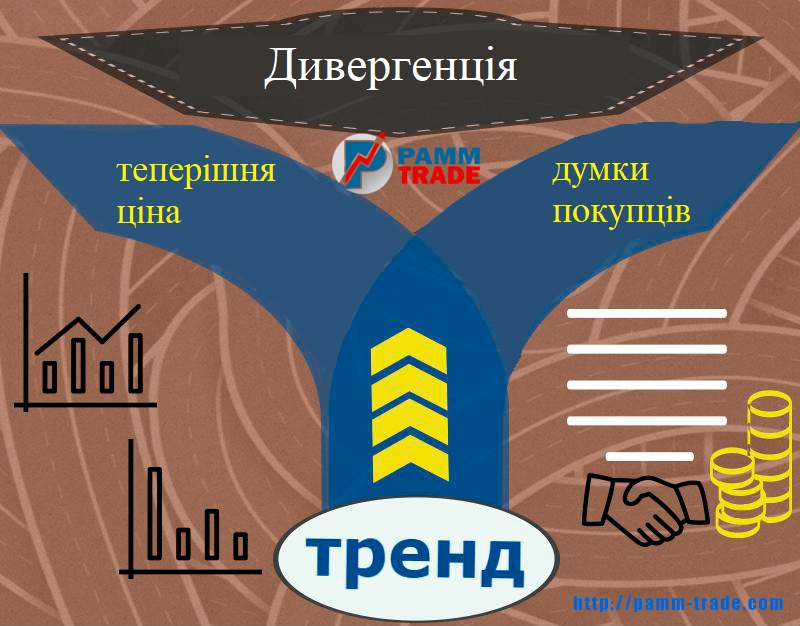
Дивергенція

Дивергенція — термін, який використовується в економіці для позначення руху по розбіжним лініям: збільшення розриву між рівнями розвитку окремих країн, посилення відмінностей між національними моделями економіки, їх окремими структурами і механізмами.
Інтеграційні процеси, глобалізація світової економіки зумовили переважання конвергенції. Зближення економік різних країн, залучає все більше число країн в загальне русло світової цивілізації. У той же час існує декілька десятків найбільш відсталих країн (в першу чергу, країни Африки на південь від Сахари), які з певних причин не готові адаптуватися до імперативів сучасного науково-технічного прогресу, структурних змін на світових ринках. В результаті посилюється розрив між ними та провідними країнами і закріплюється їх глибока відсталість, де відбувається дивергенція. За даними ООН, поглиблюється дивергенція між абсолютними розмірами душового доходу в однієї п'ятої найбагатших і однієї п'ятої найбідніших країн світу.
Термін «дивергенція» використовується також для позначення відхилення окремих країн від середніх макроекономічних показників по якому-небудь регіону або спільноті країн.
У технічному аналізі, що є методом дослідження фінансового ринку, під дивергенцією розуміється:
1) розбіжність між напрямком руху ліній індикатора (орієнтує економічного показника, вимірника, що дозволяє певною мірою передбачити напрямок розвитку економічних процесів) і ціни;
2) розбіжність між сусідніми піками (максимумами або мінімумами) на графіку ціни і графіку індикатора.
Якщо ціна рухається в одну сторону, а індикатор в іншу (перше визначення дивергенції), значить, логіка індикатора визначила слабкість ринку. Якщо наступний максимум ціни вище попереднього, а наступний максимум індикатора нижче попереднього (друге визначення дивергенції), значить, індикатор виявив слабкість ринку і варто задуматися про зміну тренду (спрямованості зміни економічних показників).

## Економічна конвергенція як протилежність дивергенції
Конвергенція в економіці — це поняття, протилежне дивергенції. Якщо дивергенція — це поділ, то конвергенція, навпаки, зближення. Зближення двох і більшої кількості країн на економічному рівні може бути наслідком їхньої співпраці (на даний момент починається співпраця Сполучених Штатів Америки і Куби) або новими політичними програмами.

## Приклади
Сюди якраз можна віднести приклад з добробутом різних країн. Наприклад, збільшення класових відмінностей між багатими і бідними — це економічна дивергенція, поділ країн на «Світові держави», «середнячки» і «країни третього світу» — теж економічна дивергенція. Попри все можливе різноманіття ознак і форм, економісти все ж ввели деяку класифікацію даної ознаки. При розвитку держав одні обов'язково відстають у розвитку, інші, навпаки, йдуть вперед, процвітають. В результаті цього явища виникає міждержавна дивергенція по економічному стану. Експертами помічено також, що держави з легкістю можуть мінятися ролями в цьому процесі за рахунок вступу в співдружності з іншими державами, зниження або підвищення добробуту суспільства за умовами внутрішньої політики.

## Дивергенція на Форексі

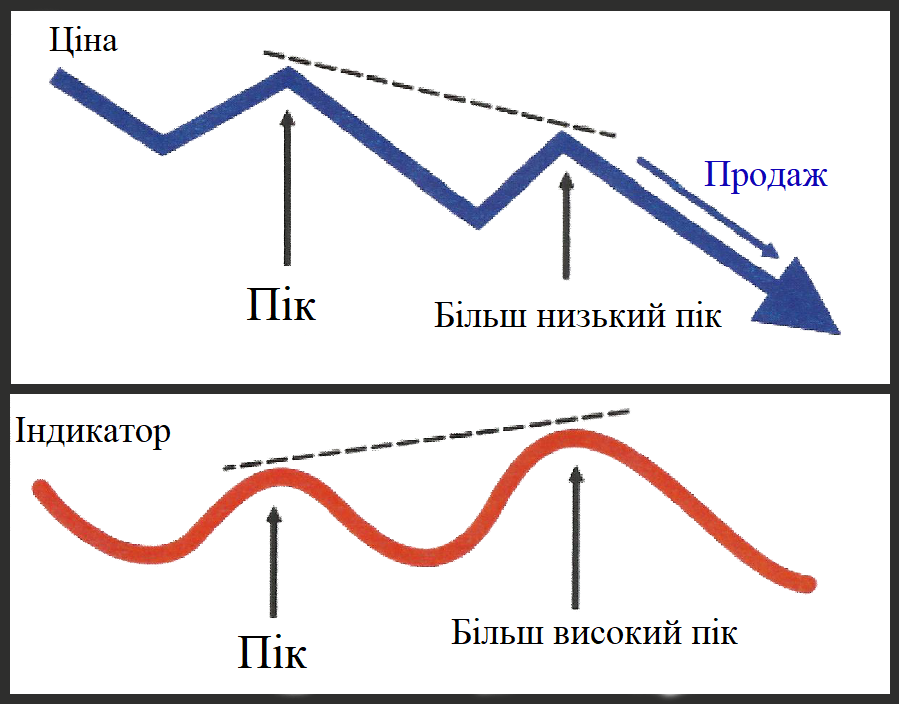
Ведмежа прихована дивергенція

Економічна дивергенція знайшла більш вузьке визначення на валютному ринку Форекс. Як ми вже визначали вище, дивергенцією називають розбіжність. У випадку з Форексом це буде розбіжність руху індикатора з напрямком руху ціни.
Зазвичай на Форексі працює конвергенція — показник нормального, стійкого розвитку. Якщо відбувається дивергенція, потрібно чекати великих змін в роботі ринкової системи. Як правило, якщо ви купуєте опціони або валюти при дивергентному стан ринку, краще ставити гроші на «спад», аніж на «підйом», оскільки занепад буде більш ймовірним. Бувають, звичайно, і винятки. Інвесторам, які не вважають себе професіоналами Форексу, не рекомендується торгувати при дивергентному стані ринку, оскільки ризик втратити вкладені гроші дуже великий. Фінансових радників, які торгують за вас, теж найкраще на час відключити.
Оскільки весь Форекс досить мінливий і складно передбачуваний, у жодному разі не можна робити ставки відразу при виникненні дивергентного стану. Якщо ви все-таки не маєте наміру йти і готові продовжувати торги, почекайте якийсь час і проаналізуйте, як графік дивергенції буде змінюватися. Іноді одна дивергенція слідує за іншою, і це найбільш небезпечний і складний період торгівлі. Зачекайте і перегляньте зміна графіка після деякого часу, а вже потім, за отриманою від термінала інформації, робіть ставки і чекайте результатів. У жодному разі не поспішайте з прийняттям рішень, навіть якщо дивергенція почне змінюватися в негативну сторону. Пам'ятайте про підвищену нестійкість ринку в цей період і не поспішайте з висновками — все може змінитися.
Поняття економічної дивергенції, конвергенції, розглядають, як деякі приклади з реального життя, а також як аналіз тих явищ на ринку Форекс. Один з найбільших інвесторів сучасності, Воррен Баффет, каже, що професійний інвестор зможе робити гроші як на спадах, так і на підйомах ринку. Тому будь-які зміни на Форексі, та й взагалі в економіці, якими б страшними вони не здавалися, можуть обернутися великим прибутком і високими особистими економічними пріоритетами. Потрібно просто зуміти їх правильно зрозуміти і проаналізувати. Зараз існує величезна кількість інтернет-уроків по правильної торгівлі на економічному ринку. Ознайомтеся з цими уроками, якщо хочете заробляти на курсах валют і на трейдингу по-справжньому хороші гроші.